# 蓋爾聯盟
蓋爾联盟（愛爾蘭語： 愛爾蘭語發音：[ˈkɔn̪ˠɾˠə nə ˈɡeːlʲɟə]），又譯盖尔語同盟，是一個負責推廣愛爾蘭語的非政府組織，在盖尔语复兴運動中占有重要地位。

## 歷史

### 英国统治年代

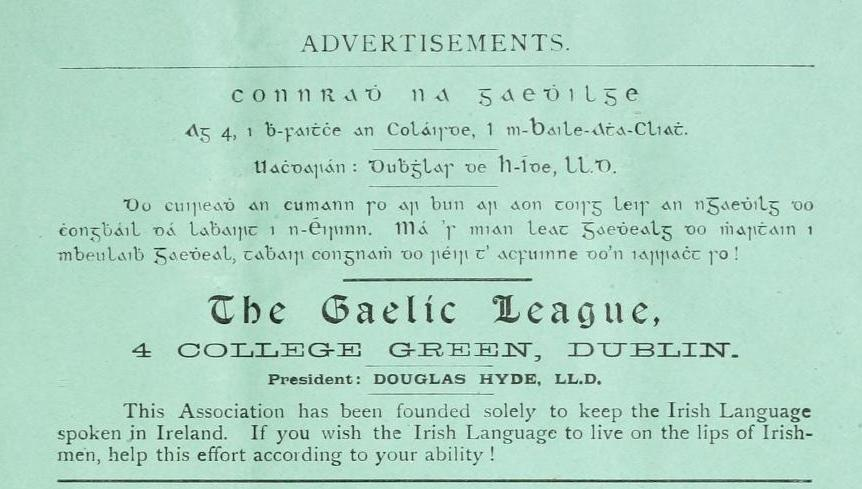
1894年6月《蓋爾語期刊》（Gaelic Journal）上的蓋爾聯盟廣告

蓋爾語同盟成立於1893年7月31日，發起創辦人是後來成為第一任愛爾蘭總統的道格拉斯·海德，其他創辦人包括尤甘·奧格勞內（Eoghan Ó Gramhnaigh）、安恩·麥克尼爾（Eoin Mac Néill）和托馬斯·奧尼爾·羅素（Thomas O'Neill Russell）等。蓋爾語同盟的前身是1880年由烏列格·德布爾卡（Uileog de Búrca）創立的蓋爾語聯盟（Aondacht na Gaeilge）。蓋爾語同盟成立之後，原蓋爾語聯盟嘅期刊《蓋爾語期刊》（Irisleabhar na Gaedhilge）由蓋爾語同盟接手繼續出版。另外，蓋爾語同盟也出版過一份自己的蓋爾語報紙《光明之劍報》（An Claidheamh Soluis），最出名嘅主編係愛爾蘭革命領袖帕特里克·皮尔斯。蓋爾語同盟的口號是「Sinn Féin, Sinn Féin amháin」，意思是「我們自己，就只有我們自己」。
和當時許多民族主義組織不一樣，蓋爾語同盟一開始就允許女性加入，甚至允許女性當旗手，這其中就有劇作家格雷戈里夫人。。1906年，在蓋爾語同盟全國大會舉行的幹事選舉裏，45個幹事職位7個由女性當選。另外，雖然蓋爾語同盟本身不是政治組織，但依然吸引了許多民族主義革命者加入，許多革命者甚至是在加入同盟後才相互結識的。

### 獨立年代

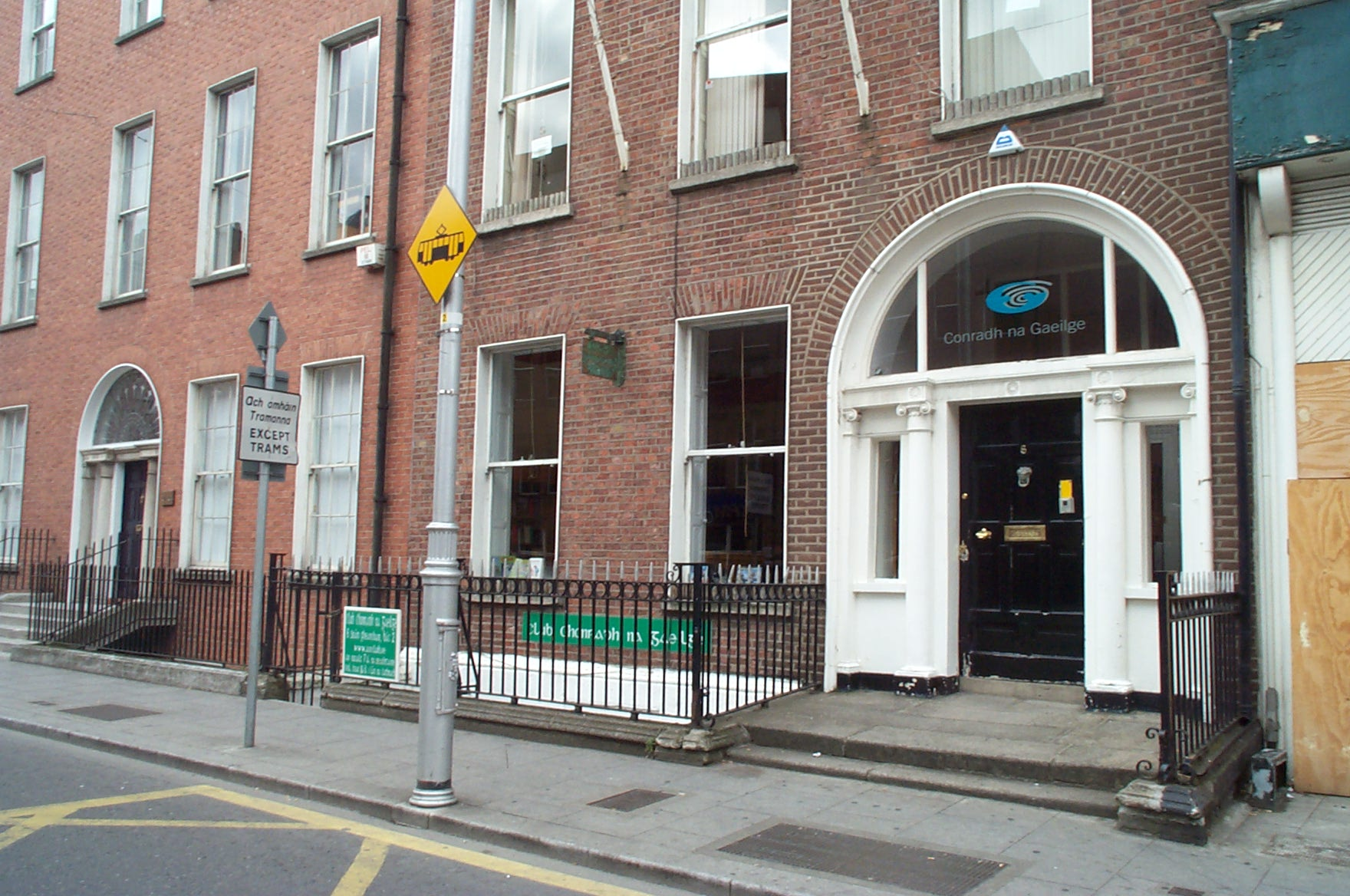
蓋爾語同盟在都柏林的總部。

1922年，愛爾蘭自由邦成立，愛爾蘭蓋爾語被定為官方語言暨學校必修科目，蓋爾語同盟的政治角色由此變得越來越不重要。但同盟也並未因此毫無作為。1948年，蓋爾語同盟創辦了《今日》雜誌，推動愛爾蘭時代文學發展，同時推廣蓋爾語正字法。
21世紀初期，蓋爾語同盟發起過幾次大規模運動，重新成為公眾焦點：
- 2003年，蓋爾語同盟推動愛爾蘭議會通過《2003年官方語言法》，加大對蓋爾語使用者的保護力度，並設立「語言專員」（An Coimisinéir Teanga）一職；
- 2005年，蓋爾語同盟聯合其他組織發起大規模情願，成功爭取歐洲聯盟將愛爾蘭蓋爾語升格為歐盟官方語言[5]；
- 2006年，愛爾蘭統一黨提出將愛爾蘭蓋爾語剔出中學畢業考必考科目行列，蓋爾語同盟極力反對，並且要求選民下次大選時，不要投票給支持此項提議的政黨或議員[6]。

今天，蓋爾語同盟的另一項最主要的活動，是推廣使用蓋爾語嘅「蓋爾語週」（Seachtain na Gaeilge）。另外，蓋爾語同盟也和「免費法律諮詢中心」（英語：s）合作，在都柏林同埋戈尔韦開設提供蓋爾語服務的法律諮詢中心。